# Північноземний край

Кінай
Східноморський край (Токай)
Східногірський край (Тосан)
Північноземний край (Хокуріку)
Темногірський край (Сан'їн)
Світлогірський край (Санйо)
Південноморський край (Нанкай)
Західноморський край (Сайкай)

36°38′16″ пн. ш. 137°02′47″ сх. д. / 36.637841° пн. ш. 137.04645° сх. д.
Північнозе́мний кра́й (яп. 北陸道, ほくりくどう, МФА: [hokuɾʲiku doː]) — адміністративна одиниця найвищого рівня в Японії 8 — 19 століття. Один з семи країв. З 20 століття — назва однойменного регіону.
Інші назви — Північнозем'я, регіо́н Хокуріку.

## Провінції
1. Провінція Вакаса
2. Провінція Етідзен
3. Провінція Етіґо
4. Провінція Еттю
5. Провінція Каґа
6. Провінція Ното
7. Провінція Садо